# Once Upon a Summertime (песня)
«Once Upon a Summertime» (с англ. — «Однажды летним днём») — песня, записанная американской певицей Блоссом Дири для её одноимённого альбома 1959 года. Песня — англоязычная версия французской «La valse des lilas» (с англ. — «Вальс сирени»), написанной Эдди Барклаем, Мишелем Леграном и Эдди Марнеем.

## Предыстория и релиз
Оригинальная песня «La valse des lilas» была написана Эдди Барклаем, Мишелем Леграном и Эдди Марнеем в середине 1950-х. Блоссом Дири, жившая и работавшая некоторое время в Париже и знавшая Леграна, однажды исполнила эту песню на домашней вечеринке. После того, как оригинальную версию в исполнении Дири услышал американской поэт-песенник Джонни Мерсер, он заявил, что напишет английский текст. Так он и сделал, дав песне название «Once Upon a Summertime», правда, оригинал имеет мало общего с его текстом. Песня была выпущена как сингл в 1958 году с песней «Teach Me Tonight» на обратной стороне. Песня стала популярной и одной из самых известных у Дири, и успех её помог Леграну получить известность в Соединённых Штатах.

## Отзывы критиков
Музыкальный критик Уилл Фридуолд отметил, что «этот завораживающий вальс в минорной тональности является классическим примером высокого повествовательного стиля Дири».

## Список композиций
7"-сингл
A. «Once Upon a Summertime» — 2:40
B. «Teach Me Tonight» (Сэмми Кан, Джин Де Пол) — 2:38

## Другие записи
- Тони Беннетт — I Wanna Be Around (1963)
- Майлз Дэвис — Quiet Nights (1963)
- Сара Воан — Star Eyes (1963)
- Моника Сеттерлунд и Билл Эванс — Waltz for Debby (1964)
- Кармен Макрей — Second to None (1964)
- Аструд Жилберту — Look to the Rainbow (1966)
- Барбра Стрейзанд — Je m’appelle Barbra (1966)
- Оскар Питерсон — Walking the Line (1970)
- Джун Кристи — Impromptu (1977)
- Чет Бейкер — Once Upon a Summertime (1977)
- Бетти Картер — It’s Not About the Melody (1992)